# SMSS J211105.60-015604.1
 (janvier 2023).
SMSS J211105.60-015604.1, abrégé en SMSS J2111-0156, et également nommé SDSS J211105.61-015604.1, est un quasar très lointain et  techniquement ultralumineux, situé dans la constellation du Verseau. Il a été découvert en septembre 2016 par une équipe d'astronomes japonais en analysant les données enregistrées par le Sloan Digital Sky Survey et le Wide-field Infrared Survey Explorer lors d'une étude des quasars très lumineux ayant un grand décalage vers le rouge, z ~ 5. Son décalage vers le rouge (z = 4.85), tel que mesuré par le Sloan Digital Sky Survey, donne une distance de ~6,67 milliards d'a.l. (~2 milliards de pc) de la Terre.

## Milieu galactique
SMSS J2111-00156 est un quasar ultralumineux dont la magnitude absolue est estimée à −28.14 soit une luminosité de 14 000 000 000 000 L☉ (1.4 x 1013 L☉). Une telle luminosité est créée par le disque d'accrétion du quasar, lorsque les atomes composant le disque entrent en collision, les faisant monter à de hautes températures, créant ainsi un fort rayonnement. Le disque d'accrétion ainsi que l'environnement du disque est très chaud avec des températures de plusieurs millions de kelvins, la température du disque chauffe le milieu interstellaire entourant le quasar à une température de ∼ 7 000–8 000 K . Le disque d'accrétion serait principalement composé d'hydrogène atomique, qui serait ionisé une première fois par la température du disque d'accrétion, puis une deuxième fois lorsque les atomes s'échapperaient du disque vers le milieu interstellaire, se faisant ioniser une deuxième fois par la température du milieu interstellaire,, créant ainsi de grandes régions HI.